# Arne Vangbæk
Arne Vangbæk es un deportista danés que compitió en tiro con arco, en la modalidad de arco recurvo. Ganó tres medallas de plata en el Campeonato Mundial de Tiro con Arco al Aire Libre entre los años 1947 y 1952.

## Palmarés internacional
| Campeonato Mundial al Aire Libre | Campeonato Mundial al Aire Libre | Campeonato Mundial al Aire Libre | Campeonato Mundial al Aire Libre |
| Año                              | Lugar                            | Medalla                          | Prueba                           |
| -------------------------------- | -------------------------------- | -------------------------------- | -------------------------------- |
| 1947                             | Praga (Checoslovaquia)           | Medalla de plata                 | Equipo                           |
| 1948                             | Londres (Reino Unido)            | Medalla de plata                 | Equipo                           |
| 1952                             | Bruselas (Bélgica)               | Medalla de plata                 | Equipo                           |